# Intermezzi (Schumann)

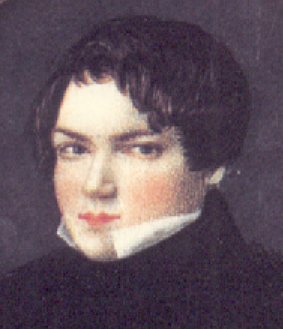
R.Schumann 1830

Els sis Intermezzi op.4 (originalment op.3) van ser creats per Robert Schumann a l'edat de 22 anys i publicats un any més tard (1833). Estan dedicats a Johann Wenzel Kalliwoda (1801-1866). A pesar de que es tracta d'una de les seves obres menys conegudes i interpretades, ja s'hi pot observar l'estil romàntic i irònic que tant caracteritza al compositor.

## Història
L'any 1830, ja instal·lat a Frankfurt, el jove Schumann va escoltar el gran virtuós del violí Paganini i, amb el desig d'esdevenir el Paganini del piano, va decidir després d'uns anys d'incertesa dedicar-se a la música. A l'edat de 20 anys ja havia actuat amb molta bona crítica davant la gran duquessa Stéphanie de Bade a Manhnheim. Així va començar una nova vida a Leipzig a casa del seu mestre Wieck, qui li va acabar d'entregar els dots artístics a fi de completar la seva formació. Va ser llavors quan va cometre un error garrafal que ja ha passat a la historia de la música: es va fabricar un aparell que, lligant-se el quart dit de la mà, el mantenia en suspensió i immòbil mentre treballaven els altres quatre. Era tal la tensió que es posaven els nervis que no va tardar que la mà se li paralitzés. A causa d'aquest error se li van esfumar les possibilitats d'esdevenir un gran concertista.
Va decidir, doncs, dedicar-se plenament a la creació - abans ja havia compost les variacions op.1, pel que sabem que ja venia amb intencions anteriorment-. Heinrich Dorn, director musical del teatre de Leipzig i més tard kapellmeister de la cort de Berlín, va començar a donar-li classes de contrapunt i composició; tot i que Schumann estudiava més del seu mètode i els apresos amb Wieck que del seu mestre. Va ser una època on es va començar a interessar per obres de Bach, Beethoven i Schubert. Resultat d'aquesta sèrie d'estudis van ser la creació, al 1832, de diverses obres per piano on hi trobem els op.2 (Papillons) i l'op.4 (originalment op.3), on hi veiem un producte legítim del geni schumanià.
Cal destacar que un any més tard va arribar un dels seus primers intents de suïcidi a causa de depressió, angoixa i fòbies.

## L'obra
És una obra formada per una serie de peces que contrasten entre si pel seu caràcter i colorit. Els Intermezzi op.4 s'assemblen a una suite de danses; tot i que algunes de les peces no s'identifiquen com a danses específiques, conserven formes de ball típic ternari. També contenen al·lusions literàries musicals.
En aquesta obra es veu ja la manera peculiar de Schumann de donar a les seves creacions una expressió simbòlica: fonamentant-se en alguna idea poètica o en algun fet real. D'aquesta manera surt del antic camp de la música absoluta i entra en un país poètic musical seguint una orientació que és característica de l'escola romàntica. Podríem dir que apoderant-se dels objectes exteriors, els reprodueix fins a la seva obra artística aconseguint així interessar no només als homes que senten la música sinó també els que pensen. Liszt l'anomenava amb raó el músic de l'època que més pensa en música. Luis Ehlert defineix el seu art com la facultat de condensar en el menor espai possible el contingut d'un immens volum. Com a bon romàntic, el seu humorisme es desplega amb molta llibertat: de vegades, un sol fragment ja ens dona a entendre la poètica de la peça i d'altres vegades ens deixa que nosaltres mateixos descubrim les intencions.
| «        | Schumann escribia les seves obres menys per nevessitat, menyus per l'objecte mateix de donar forma o de pintar, que per acomodarse a la circumstancia que li brindava expressar de la manera per ell mes naturals els seus pensaments i sentiments. | » |
| — Liszt. | |   |

- El número 1 en La Major alterna una secció de "marxa" amb una secció central més viva.
- L'scherzo n.2 en mi menor és una representació del viatge de Faust i Mefistòfil a través de l'aire; hi trobem molt interès en ritmes complexos tant harmònicament com melòdicament.
- El n.3 en la menor està format per una sèrie de ritmes i accentuacions inusuals.
- Schumann va construir el n.4 en Do major, el més curt dels intermezzi, a partir de fragments de tres obres anteriors que va descartar.
- El n.5 en re menor és molt més liric que els seus companys, a pesar del seu tempo ràpid; la seva secció central és probablement el passatge més bonic de la sèrie.
- Impetuós i virtuosístic el n.6 ens ofereix un gran contrast entre la secció principal i la central (amb un caràcter Mendelssohnià).

Una de les edicions més populars on s'hi troba és la SCHLESINGER, de Berlín: junt amb una gran quantitat d'obres per piano des de l'op.1 fins al 134.